# Pick and roll

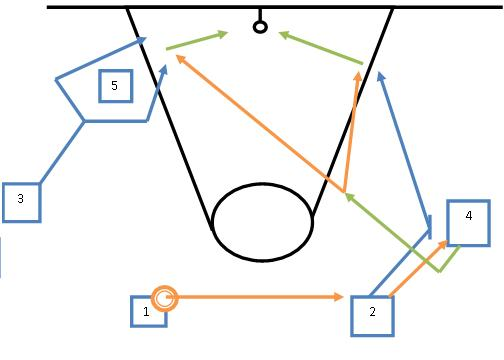
Diagrama d'execució d'un típic atac amb pick and roll. Els quadrats representen els jugadors de l'equip que ataca, numerats de l'1 al 5; les fletxes blaves llurs moviments sense pilota; les fletxes taronges els moviments amb pilota; i les fletxes verdes desmarcatges en avantatge.

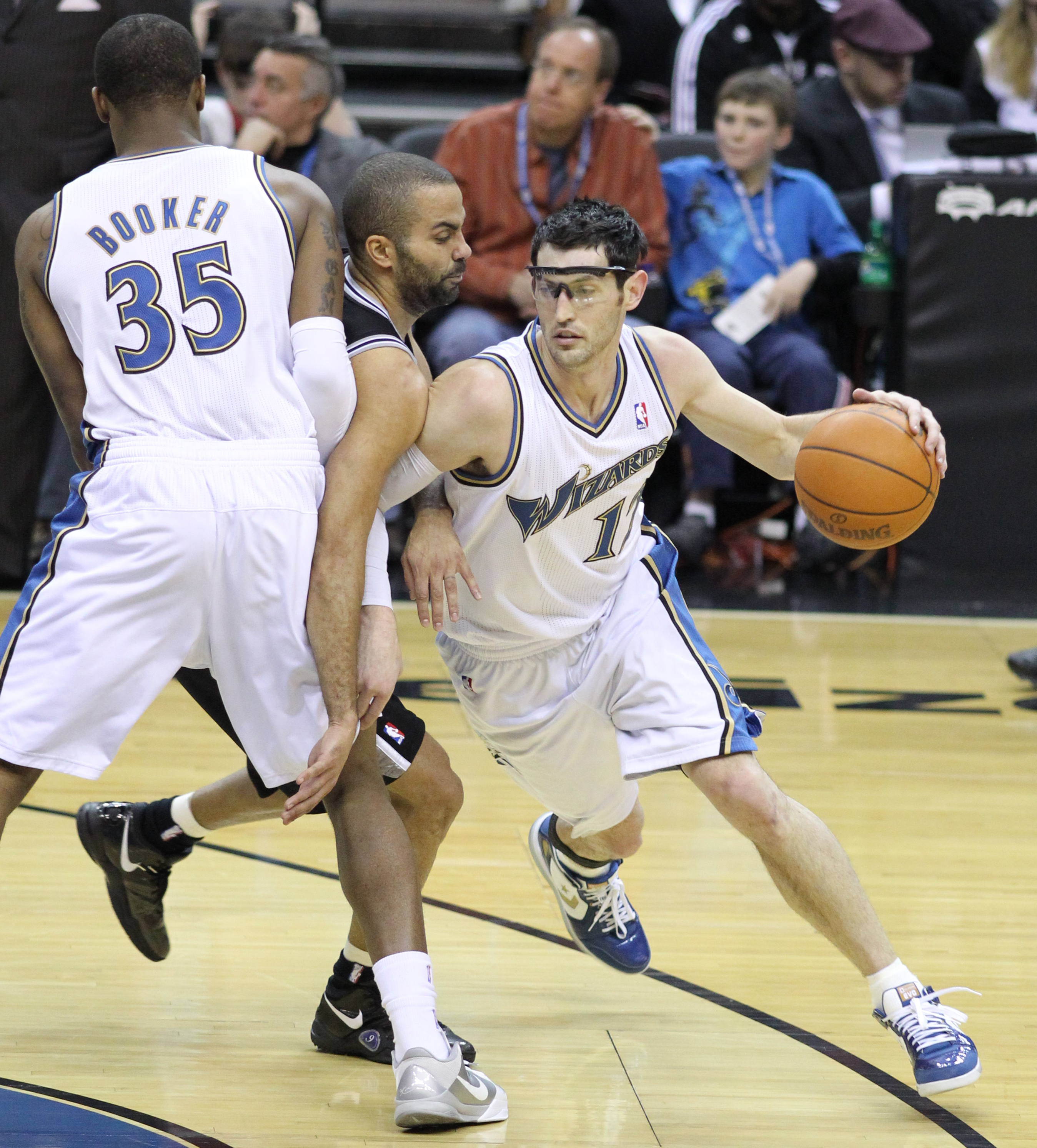
Trevor Booker realitza un bloqueig o pantalla a Tony Parker per Kirk Hinrich.

El pick and roll, en català bloqueig i continuació, és un tipus de jugada de caràcter ofensiu emprada al basquetbol i en la qual es busca o una superioritat numèrica, o un llançament fàcil a cistella o una passada amb avantatge. Un jugador hi posa una pantalla (pick o bloqueig) a un company d'equip que bota la pilota per acompanyar la seva progressió (roll o continuació) i poder aconseguir rebre la pilota. A l'NBA, la jugada es va posar de moda a la dècada del 1990.

## Com es realitza?
La jugada s'inicia quan el jugador que porta la pilota es mou, mentre és defensat per un jugador de l'equip contrari, cap a un company d'equip. Aquest posa una pantalla (pick), col·locant-se quiet, sense moure's, en el camí del defensor. El defensor ha de triar llavors entre seguir defensant a l'home pilota o defensar l'atacant que fa la pantalla. Si decideix la primera opció, l'home-pantalla es mou cap a la cistella, pivotant sobre un dels peus (roll) i ofereix una recepció amb clar avantatge ofensiu. Si el defensor decideix la segona, llavors l'home que porta la pilota disposa d'una clara opció de llançament o de passada a un tercer company. Un pick and roll ben executat és el resultat d'un treball en equip.
El pick and roll sovint és utilitzat per una parella d'atacants d'alçades diferents, un de més petit (home pilota) i un de més gran (home pantalla). En dur-se a terme la jugada, es produeix un desajustament favorable als atacants, ja que queda emparellat un atacant petit (més ràpid) amb un defensor alt, i un atacant alt (amb avantatge d'alçada) amb un defensor petit.

## Resultats
Un pick and roll ben fet pot donar a l'home pantalla un avantatge per aconseguir una passada amb un camí clar i net cap a cistella. També pot deixar momentàniament sense defensor l'home pilota i així permetre-li un tir sense oposició o una passada a un altre company en bones condicions per anotar.
L'èxit de l'estratègia depèn en gran part del botador, que ha de reconèixer la situació ràpidament i prendre una decisió per llençar, passar al blocador que fa el roll o passar a un altre company més obert.

## D'altres variants
Variants del pick and roll són les anomenades pick and pop i pick and slip.

## Parelles destacades
A l'NBA, John Stockton i Karl Malone dels Jazz de Utah van fer servir amb gran èxit aquesta jugada als '90, portant al seu equip a les finals de 1997 i 1998. Stockton, base, era un gran tirador i excel·lent director de joc, i Malone, pivot poderós, un gran finalitzador. Deron Williams i Carlos Boozer, Steve Nash i Amare Stoudemire van ser d'altres parelles famoses pel seu mestratge en la realització del pick and roll.